# Å
Å o å è una lettera vocale composta creata con una A con una o sopra che ha un suono intermedio tra la a e la o. 
Questa vocale composta non è presente nell'alfabeto latino, ma viene invece correntemente usata per lo più nelle lingue che discendono dalla lingua norrena (prima di tutto nel danese, ma anche nello svedese e infine nel norvegese). Si usa anche nel vallone. Altre lingue, non originarie ma il cui alfabeto comprende questa lettera, sono il groenlandese, la lingua istrorumena, e le lingue dei sami (il sami di Lule, il sami skolt e il sami meridionale).
In Italia il suono intermedio tra A e O è pronunciato quasi esclusivamente nel dialetto bolognese colto, ma questa lettera è stata spesso usata in passato anche per trascrivere gli altri dialetti emiliani. In tutte le altre varietà dialettali emiliane la vocale va in effetti pronunciata come una e breve e accentata. È presente anche nel dialetto bresciano.
La lettera si è sviluppata isolando nei testi il segno ottenuto dalla semi-legatura di una a con una piccola o sopra, per segnalare il cambio fonetico. Questo percorso è simile a quello che ha portato al segno dell'umlaut ( ¨ ), che si è sviluppato invece isolando il segno di una piccola e posto al di sopra di una vocale. In passato la o è stata spesso interpretata erroneamente come un segno diacritico, ma oggi sappiamo che questa teoria è erronea.

## Lingue nordiche
La lettera Å negli alfabeti nordici rappresenta due suoni, uno breve e uno lungo: 
- la versione breve corrisponde alla o aperta [ɔ] dell'italiano porta.
- la versione lunga in svedese corrisponde alla o chiusa [oː] dell'italiano ora, mentre in danese e norvegese corrisponde alla o aperta [ɔː] dell'italiano cosa.

Secondo i linguisti storici il suono della lettera Å ha la stessa origine del suono lungo /aː/ nel tedesco Aachen e Haar (scandinavo hår, inglese hair, italiano capello).

La runa Odal

La lettera viene usata nelle lingue scandinave sin dal Medioevo quando il Fuþark venne rimpiazzato dall'alfabeto latino, ed è ciò che resta della runa Odal. Benché abbandonata in danese e norvegese per l'influenza del tedesco, fu conservata nella lingua svedese. La lettera fu reintrodotta in norvegese e danese rispettivamente nel 1917 e 1948.
In danese e norvegese, Aa è considerato equivalente di Å e ne è il corretto sostituito quando si utilizza una tastiera priva del carattere Å. Nei cognomi, e occasionalmente nei nomi geografici, viene generalmente mantenuto Aa. L'alfabeto danese e quello norvegese mettono Aa insieme con Å all'ultima posizione del loro ordine alfabetico.
Nell'alfabeto svedese, Å viene subito dopo la Z ed è la terzultima lettera (dopo ci sono Ä e Ö). Nell'alfabeto finlandese la lettera ha la stessa posizione ma è usata solo per i termini di origine svedese. In norvegese e danese la Z è seguita da Æ, Ø e Å.
In norvegese, danese e svedese, å è anche una parola in sé, che significa "piccolo corso d'acqua", come nei fiumi Aa, Au e Aue. In norvegese, e anche in alcuni dialetti svedesi, forma l'infinito: å ta = prendere.

## Lingua emiliana
La lettera Å rappresenta un suono assente nella lingua italiana, simile a una via di mezzo tra la a e la o. Sebbene questa lettera faccia parte di tutti i dialetti emiliani, il fonema è presente quasi esclusivamente nel dialetto bolognese colto; infatti in tutte le altre varietà dialettali viene pronunciata il più delle volte come una o breve e accentata. La lettera Å si trova anche in alcuni tipi del dialetto bresciano della Pianura Padana, solo in finale non tonico di parola, per scrivere la cosiddetta A debole, suono misto fra A e O.

## Scrittura vallona
La Å fu introdotta in alcune varianti locali del dialetto vallone orientale all'inizio del XX secolo, inizialmente con lo stesso suono che aveva nel danese. Il suo uso si sparse velocemente a tutti i dialetti valloni orientali attraverso l'influenza culturale della città di Liegi e aveva tre suoni diversi a seconda del luogo: una o lunga aperta, una o lunga chiusa o una a lunga. L'uso di una singola lettera å per coprire le diverse pronunce è stato poi adottato dalla nuova ortografia pan-vallona, che sistemizza un unico modo di scrivere parole che sono le stesse, indipendentemente dalle variazioni fonetiche locali.
In scritture non standardizzate fuori dall'area di Liegi le parole che contengono la å sono scritte con au, â o ô a seconda della pronuncia. Per esempio la parola måjhon (casa) in ortografia standardizzata è scritta môjo, mâhon, mohone, maujon nelle scritture dialettali.

## Unità di misura
La lettera Å è anche usata nel mondo scientifico come simbolo per l'unità di misura esterna al SI ångström, una misura di lunghezza che porta il nome dello scienziato svedese Anders Jonas Ångström. In questo contesto si usa sempre la maiuscola. Il suo simbolo Unicode è U+212B, comunque sempre equivalente alla normale lettera Å. Il codice duplicato U+212B è dovuto alla compatibilità biunivoca che ci deve essere con un codice di caratteri dell'Asia orientale.

## Sui computer
Per i computer, quando si usano gli standard ISO 8859-1 o Unicode, i codici per Å e å sono rispettivamente 197 e 134, o C5 ed E5 in esadecimale. In (X)HTML, nei casi in cui la lettera non è disponibile con codici ordinari, i codici sono &Aring; e &aring;; o &#xC5; e &#xE5;, che può essere usato anche in qualsiasi applicazione XML (quando la lettera non è direttamente disponibile nel character encoding usato).
In ambiente Windows per inserire il carattere Å la modalità è la seguente: Alt+143; per inserire, invece, il carattere å la modalità è la seguente Alt+134
In ambiente Linux per inserire il carattere Å la modalità è la seguente: Alt Gr+Shift+àShift+A; per inserire, invece, il carattere å la modalità è la seguente Alt Gr+Shift+àA.